# Matougues
Matougues je francouzská obec v departementu Marne v regionu Grand Est. V roce 2013 zde žilo 656 obyvatel.

## Poloha
Sousední obce jsou: Aulnay-sur-Marne, Champigneul-Champagne, Juvigny, Recy, Saint-Gibrien, Saint-Pierre a Villers-le-Château.

## Vývoj počtu obyvatel
Počet obyvatel